# 海住山寺
海住山寺（かいじゅうせんじ）は、京都府木津川市加茂町例幣海住山にある真言宗智山派の寺院。山号は補陀洛山（ふだらくさん）。本尊は十一面観音。かつて恭仁京があった瓶原（みかのはら）を見下ろす三上山（海住山）中腹に位置する。奈良時代の創建を伝え、鎌倉時代に貞慶によって中興された。国宝の五重塔で知られる。仏塔古寺十八尊第3番札所。

## 歴史
当寺の創建事情については必ずしも明らかではないが、寺伝では天平7年（735年）、 聖武天皇の勅願により良弁（奈良東大寺の初代別当）を開山として藤尾山観音寺という寺号で開創したという。伝承によれば、聖武天皇は、平城京の鬼門にあたる現・海住山寺の地に伽藍を建立すれば、東大寺大仏の造立が無事成就するであろうとの夢告を受け、良弁に命じて一寺を建立させた。良弁が感得した十一面観音像を本尊として開創したのが、海住山寺の前身の観音寺であるという。なお、史実としては聖武天皇が大仏建立の詔を発したのは天平15年（743年）であり、平城京の地で大仏造立を開始したのは天平17年（745年）である。
その後、保延3年（1137年）に全山焼失し、70年余の間、再建されなかったという。海住山寺の歴史が史実として確認できるのは鎌倉時代の13世紀以降であるが、現本尊の十一面観音像は様式から10世紀頃の造像とみられ、その頃には海住山寺の前身寺院が存在した可能性がある。
寺は承元2年（1208年）11月、貞慶によって中興され、観音寺から補陀洛山海住山寺に改められた。貞慶は解脱上人（げだつしょうにん）とも称する平安時代末期 - 鎌倉時代初期の僧で、当時勢力を増しつつあった専修念仏の浄土宗を激しく批判し、戒律の復興に努めた。貞慶はもと興福寺に属したが、南都仏教の堕落と俗化を憂い、建久3年（1192年）、南山城の笠置寺に移った。その後、上述のように承元2年（1208年）に海住山寺に移り、建暦3年（1213年）に59歳で没するまで、晩年の5年ほどをこの地で過ごした。
海住山寺という寺号の由来については、『明本抄』「良算聞書」に以下のようにある。まず、「海」とは、観音の衆生を救済しようという誓願が海のように広大であることを意味し、海のような観音の誓願に安住するという意味があるとする。また、インドの仏教では観音の住処は南方海中の補陀洛山（ポータラカ山）にあるとされ、当寺を海に住する山である補陀洛山になぞらえる意味もあるという。
貞慶の没後は、その弟子の覚真が後を継いだ。覚真は出家前の俗名を藤原長房といい、貴族として参議にまで上った人物であったが、41歳にして出家し、貞慶の弟子となった。海住山寺の文書には、貞慶の一周忌にあたる建保2年（1224年）、覚真が仏舎利七粒を塔に安置したとの記録があり、これが現存する五重塔の完成を意味するものと解釈されている。
室町時代には塔頭58ヶ坊を数えていたが、豊臣秀吉による太閤検地によって痛手を受けている。
海住山寺は近世まで興福寺（法相宗本山）の末寺にあったが、明治以降は真言宗智山派に転じている。

## 境内
山の中腹にある境内地は東を正面とする。山門を入り、正面には東面する本堂、その右手前に南面する文殊堂、本堂の左手（南）には五重塔が建つ。
- 本堂（京都府暫定登録有形文化財） - 1884年（明治17年）再建[2]。
- 五重塔（国宝） - 鎌倉時代の建保2年（1214年）建立。裳階付、高さ（基壇上面 - 相輪上端）17.7メートル、初重一辺2.74メートル。貞慶の在世中に建立が開始されたとみられ、貞慶の一周忌の建保2年（1214年）に完成した。「歴史」の節で述べたとおり、貞慶の弟子で海住山寺を継いだ慈心上人覚真（藤原長房）が仏舎利七粒を塔に安置したとの記録があり、これが塔の完成を意味するものと解釈されている。屋外にある木造五重塔で国宝・重要文化財に指定されているものとしては、室生寺五重塔に次いで日本で二番目に小さい。この塔の特徴は初層の屋根の下に裳階（もこし）と呼ぶ庇を設ける点である。裳階をもつ五重塔としては法隆寺五重塔の例があるが、現存する平安 - 鎌倉時代の五重塔では海住山寺塔のみである。この裳階は1962年（昭和38年）に解体修理が行われた際に、かつて裳階があったことが分かったので、復元されたものである。裳階には壁を造らず開放とする。塔身の初重内部には四天柱（仏壇周囲の4本の柱）はあるが、心柱はなく、心柱は初層天井の上から立っている。初重内部の四天柱の間には東西南北の4面とも両開扉を設け、厨子状の構えとするが、仏塔の内部をこのような構成にするのは珍しい。各扉の内側には天部、僧形などの仏画を彩色で描き、長押や方立にも彩色文様を施すが、いずれも剥落が著しい。日本の仏塔では、軒の出を支える組物は、肘木を3段に持ち出す三手先とするのが通例だが、本塔では各重とも二手先組物とするのも異例である[3]。
- 三社明神 - 鎮守社。
  - 天満宮（京都府暫定登録有形文化財） - 江戸時代の再建。
  - 春日社（京都府暫定登録有形文化財） - 江戸時代の再建。
  - 稲荷社（京都府暫定登録有形文化財） - 江戸時代の再建。
- 薬師堂（開山堂）
- 稲荷社
- 納骨堂
- 文殊堂（重要文化財） - 正和元年（1312年）建立。貞慶13回忌の元仁2年（1225年）に建立された「経蔵」に該当する可能性がある[4]。
- 土蔵
- 本坊
  - 庫裏
  - 奥書院
  - 庭園
  - 本坊表門（中門、京都府暫定登録有形文化財） - 江戸時代の再建。
- 奥の院
- 修行大師像 - 修行中の空海の像。
- 鐘楼（京都府暫定登録有形文化財） - 寛文3年（1663年）再建。
- 山門（京都府暫定登録有形文化財） - 享保3年（1718年）再建。
- 総門
- 解脱上人の墓
- 慈心上人の墓

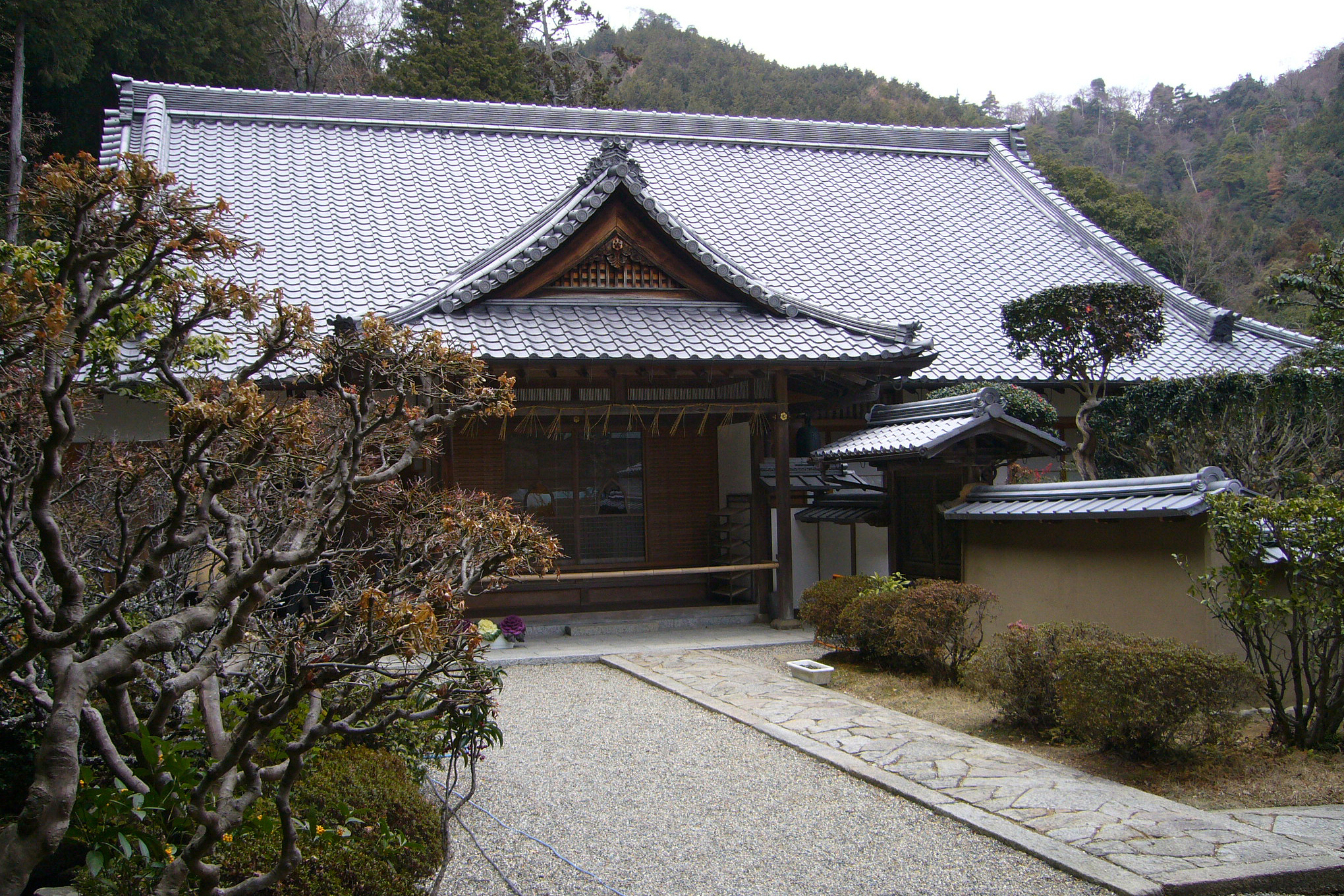
本坊
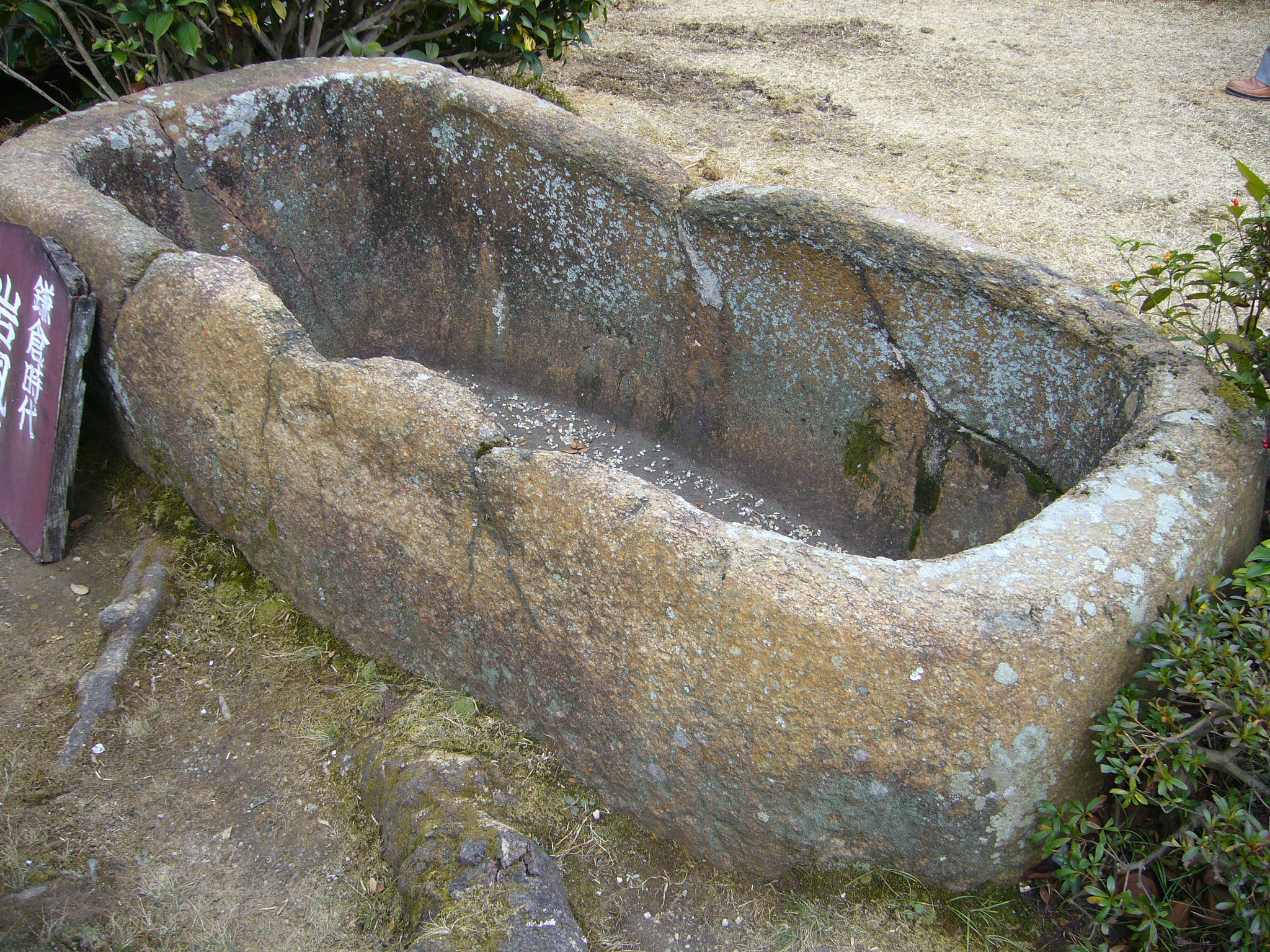
本堂前の水船（正嘉2年・1258年銘）
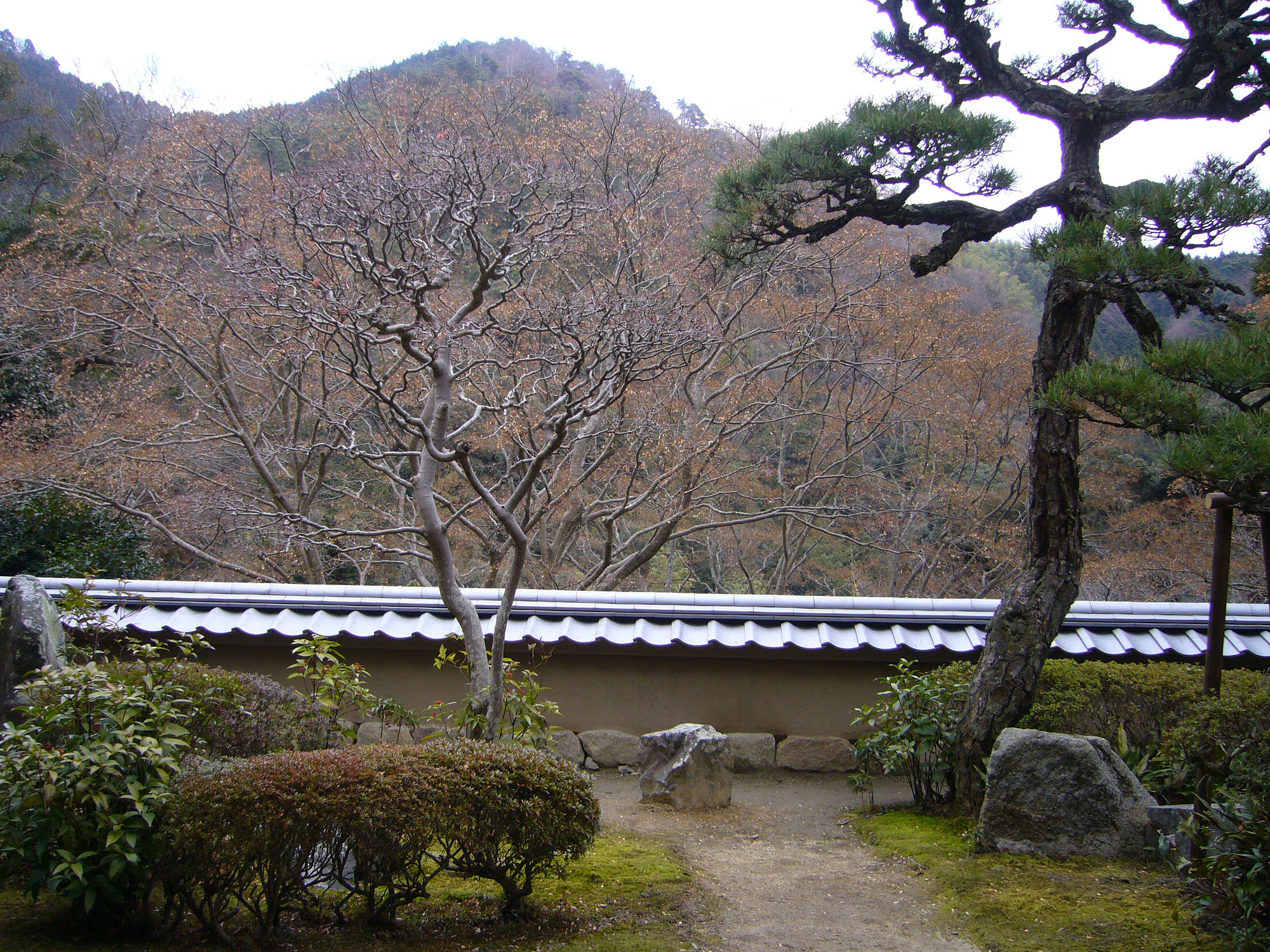
本坊庭園
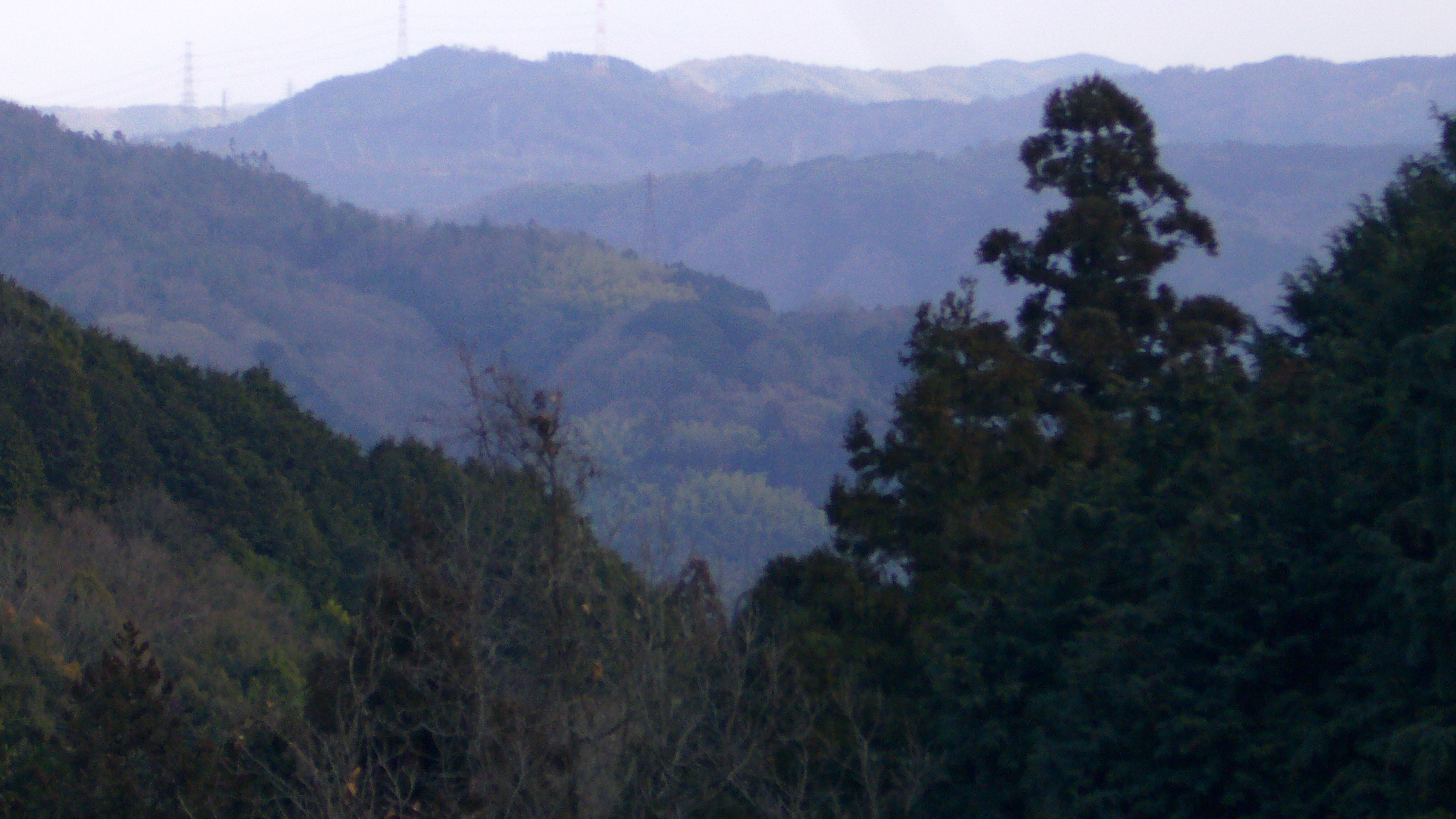
参道から南東方向を望む

## 文化財

### 国宝
- 五重塔

### 重要文化財
- 文殊堂 - 鎌倉時代、銅板葺。
- 木造十一面観音立像 - 本堂安置、平安時代、像高189センチメートル、一木造。
- 木造十一面観音立像 - 平安時代、奥の院像、像高45.5センチメートル、一木造。
- 木造四天王立像 - 鎌倉時代。「大仏殿様」と呼ばれる東大寺鎌倉復興像の模刻像。奈良国立博物館寄託。
- 絹本著色法華経曼荼羅図 - 鎌倉時代。京都国立博物館寄託。
- 海住山寺文書（24通）16巻 - 鎌倉時代から室町時代。京都国立博物館寄託。

### 京都府指定有形文化財
- 絹本著色釈迦三尊十六羅漢図 3幅（絵画） - 奈良国立博物館寄託。1986年（昭和61年）4月15日指定。
- 絹本著色春日宮曼荼羅十六善神図（絵画） - 京都国立博物館寄託。2002年（平成14年）3月26日指定。
- 梵鐘（工芸品） - 室町時代、大永7年（1527年）の鋳物師丹治国忠作。奈良国立博物館寄託。1983年（昭和58年）4月15日指定。
- 木造扁額「海住山寺」 2面（工芸品） - 奈良国立博物館寄託。1992年（平成4年）4月14日指定。
  - 楼門扁額 - 鎌倉時代。
  - 本堂扁額 - 鎌倉時代。
- 金銅能作性塔・木造彩色宝珠台（工芸品） - 2022年（令和4年）3月22日指定[5]。

### 木津川市指定有形文化財
- 紙本著色海住山寺縁起絵巻 2巻 - 江戸時代。京都府暫定登録有形文化財でもある。

### 京都府暫定登録有形文化財
- 本堂
- 鐘楼
- 春日社
- 天満宮
- 稲荷社
- 中門
- 山門
- 絹本著色地蔵十王図 地蔵菩薩像
- 絹本著色地蔵十王図 秦広王像
- 絹本著色地蔵十王図 初江王像
- 絹本著色地蔵十王図 宗帝王像
- 絹本著色地蔵十王図 五官王像
- 絹本著色地蔵十王図 閻魔王像
- 絹本著色地蔵十王図 変成王像
- 絹本著色地蔵十王図 泰山王像
- 絹本著色地蔵十王図 平等王像
- 絹本著色地蔵十王図 都市王像
- 絹本著色地蔵十王図 五道輪王像
- 板絵著色十一面観音来迎図
- 板絵著色補陀落山浄土図
- 絹本著色阿弥陀浄土図
- 紙本著色海住山寺縁起絵巻 - 木津川市指定有形文化財でもある。
- 絹本著色大威徳明王像
- 絹本著色十六羅漢図 その一
- 絹本著色十六羅漢図 その二
- 絹本著色十六羅漢図 その三
- 絹本著色十六羅漢図 その四
- 絹本著色十六羅漢図 その五
- 絹本著色十六羅漢図 その六
- 絹本著色十六羅漢図 その七
- 絹本著色十六羅漢図 その八
- 絹本著色十六羅漢図 その九
- 絹本著色十六羅漢図 その十
- 絹本著色十六羅漢図 その十一
- 絹本著色十六羅漢図 その十二
- 絹本著色十六羅漢図 その十三
- 絹本著色十六羅漢図 その十四
- 絹本著色十六羅漢図 その十五
- 絹本著色十六羅漢図 その十六
- 絹本著色愛染明王像
- 絹本著色釈迦如来像
- 絹本著色文殊菩薩像
- 絹本著色普賢菩薩像
- 絹本著色蓮華化生図
- 海住山寺文書 一括
- 大般若経 書籍・典籍 599帖 - 平安時代から南北朝時代。
- 般若心経（千部心経） 書籍・典籍 98巻 - 鎌倉時代。
- 紺紙金字般若心経 書籍・典籍 7巻 - 鎌倉時代。
- 般若心経（五巻本） 書籍・典籍 5巻 - 鎌倉時代 。
- 般若心経（紙背消息本）
- 紙本金地著色西王母献桃図・紙本金地著色明皇楊貴 1双 - 桃山時代。
- 紙本金地著色明皇撃梧桐図襖 4面 - 桃山時代。
- 紙本墨画淡彩西湖図

### その他文化財
- 六牙象像 - 鎌倉時代。
- 岩風呂 - 鎌倉時代。
- もち上げ地蔵
- 仏足石
- 塔廻輪
- なすのこしかけ

## 前後の札所
仏塔古寺十八尊
2 叡福寺（上醍醐・准胝堂）　-　3 海住山寺　-　4 岩船寺

## 利用情報
- 開門時間・9時 - 16時30分
- 入山料 - 山内無料、本堂・本坊拝観300円

## 所在地
〒619-1106 京都府木津川市加茂町例幣海住山境外20

## 交通アクセス
- 関西本線（JR西日本）加茂駅→奈良交通バス「和束町小杉」方面行きで3分、「岡崎」下車、徒歩40分
- 木津川市コミュニティバス「海住山寺口」下車徒歩25分（土日祝日運休で、平日も運転本数が少ないので注意）
- 駐車場 - あり

※バスは本数少なく、下車後、坂道を長時間歩くことになるので、自家用車またはタクシーの利用が現実的である。

## 周辺情報
- 浄瑠璃寺
- 常念寺
- 山城国分寺跡（恭仁宮跡）
- 御霊神社（旧燈明寺）
- 加茂文化センター（あじさいホール）